# Lista siturilor arheologice din județul Mehedinți - Ț
Lista siturilor arheologice din județul Mehedinți - Ț conține toate siturile arheologice din județul Mehedinți înscrise în Repertoriul Arheologic Național (RAN) și aflate în localități al căror nume începe cu litera Ț. RAN este administrat de Ministerul Culturii și Patrimoniului Național și cuprinde date științifice, cartografice, topografice, imagini și planuri, precum și orice alte informații privitoare la zonele cu potențial arheologic, studiate sau nu, încă existente sau dispărute.
Puteți căuta un sit din localitățile care încep cu litera Ț folosind formularul de mai jos sau puteți naviga prin toate siturile din județ la Lista siturilor arheologice din județul Mehedinți.
| Cod RAN                                   | Denumire | Localitate                       | Adresă   | Datare                           | Descoperit | Coordonate | Imagine           | Erori            |
| ----------------------------------------- | --- | -------------------------------- | -------- | -------------------------------- | ---------- | ---------- | ----------------- | ---------------- |
| 110982.01.01 (Cod LMI: MH-I-m-B-10106.03) | Situl arheologic de la Țigănași - "La Pompe" / ansamblu Așezare neolitică (Categorie: locuire civilă) (Tip: Așezare)           | sat Țigănași, comuna Burila Mare | La Pompe | Sălcuța                          |            |            | Încărcați imagine | Raportați eroare |
| 110982.01.02 (Cod LMI: MH-I-m-B-10106.02) | Situl arheologic de la Țigănași - "La Pompe" / ansamblu Așezare din epoca bronzului (Categorie: locuire civilă) (Tip: Așezare) | sat Țigănași, comuna Burila Mare | La Pompe | Gârla Mare                       |            |            | Încărcați imagine | Raportați eroare |
| 110982.01.03 (Cod LMI: MH-I-m-B-10106.01) | Situl arheologic de la Țigănași - "La Pompe" / ansamblu anonim (Categorie: locuire civilă) (Tip: Așezare)                      | sat Țigănași, comuna Burila Mare | La Pompe | geto-dacică sec. III - I a. Chr. |            |            | Încărcați imagine | Raportați eroare |